# لری تیلور (بسکتبال)
لری تیلور (انگلیسی: Larry Taylor؛ زادهٔ ۳ اکتبر ۱۹۸۰) بازیکن بسکتبال اهل ایالات متحده آمریکا است.